# Sarah Sanders (Schauspielerin, 1983)
Sarah Melis, ehemals Sarah Sanders (* 1983), ist eine deutsche Schauspielerin.

## Leben
Sarah Melis absolvierte von 2004 bis 2008 die Universität für Musik und darstellende Kunst Graz. In ihrem Abschlussjahr erhielt sie den dort verliehenen Würdigungspreis für außergewöhnliche Leistungen während des Studiums. Stationen ihrer Bühnenlaufbahn waren neben den Münchner Kammerspielen und dem Schauspielhaus Graz insbesondere das Theater Baden-Baden und das Theater Konstanz. Melis spielte die Mascha in den Drei Schwestern von Anton Tschechow, die Marie in Woyzeck von Georg Büchner, Shen Te und Shui Ta in Bertolt Brechts Der gute Mensch von Sezuan, die Prinzessin Eboli im Schillerschen Don Karlos oder die Juno in Jacques Offenbachs Operette Orpheus in der Unterwelt.
Einen Schwerpunkt in Sarah Melis’ künstlerischer Tätigkeit bildet das Improvisationstheater. Bereits 15-jährig schloss sie sich in ihrer Heimatstadt Hannover einer entsprechenden Theatergruppe an. Seit ihrer Schauspielausbildung spielt sie regelmäßig in der deutschsprachigen Improtheaterszene, zum Beispiel am Improtheater Konstanz. Bereits 2002 wirkte Melis beim ersten Improtheaterfestival in Würzburg mit. 2012 belegte sie in Los Angeles einen mehrwöchigen Intensivkurs, besuchte ferner Workshops von Ivana Chubbuck und Ken Rea. Selber gibt sie auch Schauspielunterricht.
Gelegentlich arbeitet Sarah Melis auch vor der Kamera. Hier war sie in der Vergangenheit in verschiedenen Rollen in einigen Ludwigshafener Tatort-Folgen zu sehen. Die Schauspielerin lebt in Hannover.

## Filmografie
- 2007: Call Me Baby (Kurzfilm)
- 2008: Schuldfrage (Kurzfilm)
- 2009: Tatort – Hauch des Todes
- 2010: Vom Ende der Liebe
- 2012: Tatort – Spiel auf Zeit
- 2012: Blitzblank
- 2013: Tatort – Zirkuskind
- 2014: Tatort – Eine Frage des Gewissens
- 2015: Tatort – LU
- 2019: Sag du es mir
- 2020: Ein Sommer auf Mykonos
- 2020: Tatort: Rebland
- 2024: Der Amsterdam-Krimi (Fernsehreihe, Folge Blutige Diamanten)